# Dexter Bussey
Dexter Manley Bussey (* 11. März 1952 in Dallas, Texas) ist ein ehemaliger US-amerikanischer American-Football-Spieler. Er spielte elf Saisons auf der Position des Runningbacks für die Detroit Lions in der National Football League (NFL).

## NFL
Bussey wurde im NFL Draft 1974 in der dritten Runde von den Detroit Lions ausgewählt. Er wurde sofort zum Starting-Halfback der Lions, eine Position, die er bis 1980 hielt. Nachdem die Lions Billy Sims drafteten, wechselte er auf die Position des Fullbacks. In den ersten zwei Jahren nahm er auf dieser Position die Starterrolle ein, ehe die Lions 1983 James Jones drafteten und Bussey zum Ersatzspieler wurde. Verärgert zeigte sich Bussey, nachdem er im letzten Spiel der Saison 1984 nur noch zwei Yards brauchte, um den Franchiserekord von Sims zu brechen, der Head Coach der Lions, Monte Clark, jedoch nur Passspielzüge ansagte und Bussey so den Rekord nicht brach. Nach der Saison trat er vom aktiven Profisport zurück, da er aufgrund einer Knieverletzung, welche er sich in seiner Rookie-Saison zuzog, zu starke Schmerzen hatte. In seiner Karriere für die Lions fing er auch 193 Pässe für einen Raumgewinn von 1.616 Yards. Er belegt Platz drei in der Liste der meisten erlaufenen Yards für die Lions.